# Robert Siohan
Robert Siohan (Parigi, 27 febbraio 1894 – Parigi, 16 luglio 1985) è stato un compositore e direttore d'orchestra francese.
Violista di formazione, ha anche avuto l'incarico di direttore di coro.

## Biografia
Robert Siohan nacque a Parigi nel 1894 e studiò al Conservatorio di Parigi con Albert Lavignac, Georges Caussade e Charles-Marie Widor dal 1909 al 1922. Ottenne il primo premio per viola, contrappunto e armonia e fu violista presso l'Orchestre de la Société des Concerts du Conservatoire. Nel 1921 sposò Corrie Psichari figlia dell'erudito franco-greco Jean Psichari e nipote di Ernest Renan.
Vincent d'Indy lo incoraggiò a dedicarsi alla direzione d'orchestra e, nel 1924, diresse la prima francese dell'oratorio Roi David di Arthur Honegger. Nel 1929 fondò i Concerti Siohan che egli diresse fino al 1936 e, nell'ambito dei quali, rappresentò numerose opere contemporanee francesi tra cui l'Ascensione di Olivier Messiaen nel 1934. Fu nominato direttore di coro all'Opéra nel 1932 quindi professore di Lettura a prima vista al Conservatorio di Parigi nel 1945, incarico che manterrà fino al 1962. Siohan sostenne alla Sorbona una tesi di dottorato intitolata Théories nouvelles de l'harmonie che pubblicò due anni più tardi. Nel 1964 fu nominato Ispettore generale della musica. Egli compose soprattutto per orchestra e brani di musica da camera. Il suo stile si avvicina al neoclassicismo. 
Siohan lavorò per più di mezzo secolo nella residenza di famiglia di sua moglie, l'Hôtel Scheffer-Renan nel quartiere La Nouvelle Athènes, diventato poi nel 1987 il Musée de la Vie romantique.

## Premi
Premio Halphen, 1922, per il suo Quartetto d'archi
Premio Blumenthal, 1926, per la Sinfonia, il Quartetto e la Melodia per coro e orchestra

## Opere principali
- In memoriam per orchestra (1922)
- Quartetto d'archi (1922)
- Pièces per flauto solo (1934)
- Sinfonia (1925-1926)
- Cantique au frère soleil melodia per coro e orchestra (1926)
- Le Baladin de satin cramoisi opera (1926-1927)
- Concerto per violoncello (1927)
- Concerto per violino (1928)
- Hyperion sinfonia coreografica (1938)
- Concerto per piano (1939)
- Mallarméennes per piano (1945)
- Quartetto con pianoforte (1969, 1977)
- Jeux phonétiques per coro e orchestra (1972)
- Tre dialoghi per violino e pianoforte (1975)
- Thrène (1982)